# Palaus de Venècia
Palaus de Venècia és la denominació donada als edificis històrics de Venècia, que comprèn a les antigues escoles associatives, residències privades com, per exemple, el palau Fortuny, i als edificis institucionals venecians, com per exemple el palau Ducal, i a gairebé totes les construccions històriques vinculades a la família que les va manar edificar, o bé a la seqüència dels seus propietaris consecutius, com el Palau Cavalli-Franchetti.
Alguns edificis mantenen la denominació de "Ca", que indicava en venecià la pertinença a una casa important. Per exemple Ca' Rezzonico, Ca' Pesaro o Ca' Corner della Regina. Gran part dels edificis de menors dimensions es denominen "palauets", encara que mantenen semblants línies constructives, si bé són menys visibles i el seu accés és més complicat al no trobar-se les seves façanes orientades als canals principals.

## Característiques
Gairebé tots els edificis primitius de Venècia presenten elements arquitectònics tipificables. És a dir, responen a un esquema constructiu identificable. La façana principal es caracteritza per un grup central de finestres amb un esquema dividit en tres parts, sempre orientada cap a un curs d'aigua. Consten d'una planta baixa amb entresòl i amb portal, que es pot desenvolupar cap als flancs i, per sobre de la qual s'estenen dues plantes nobles, on estan les estades. Les plantes nobles poden tenir políforas de dues, tres, quatre o més buits, que se situen en els grans salons de recepció i que es poden acompanyar de balcons amb balustres. Molts edificis compten amb patis amb pou.

## Emplaçament dels palaus
Mapes de Venècia amb la distribució per districtes dels principals palaus de la ciutat.

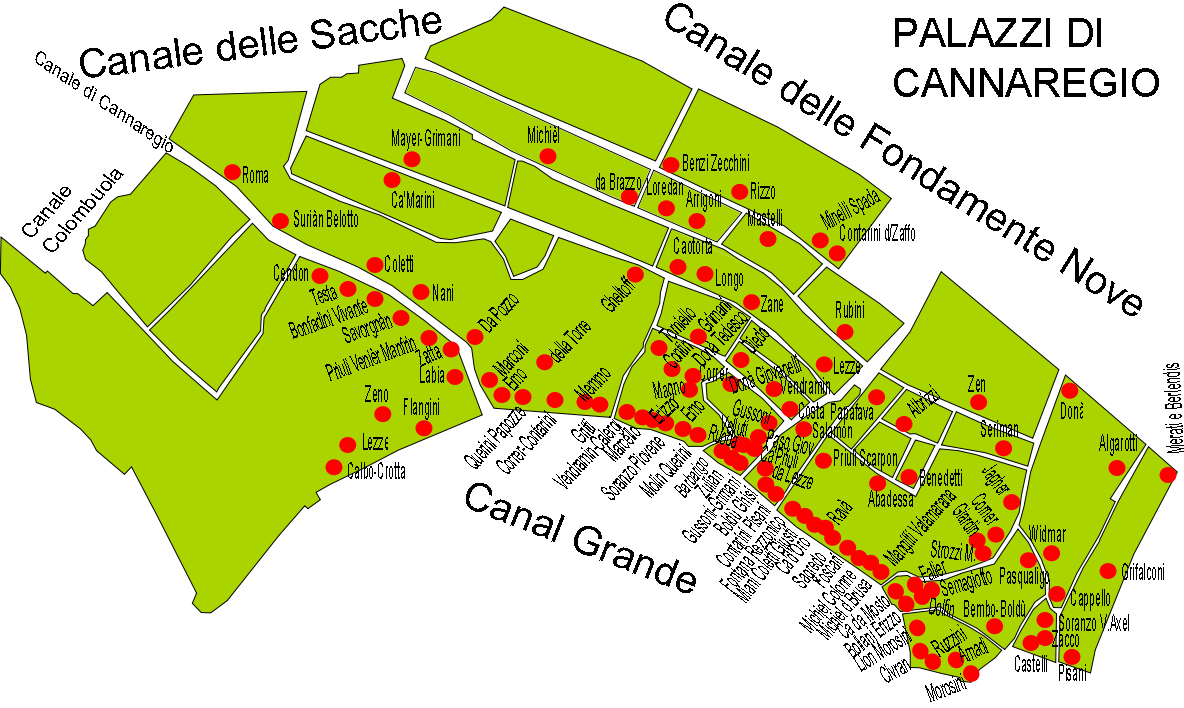
Palaus de Cannaregio
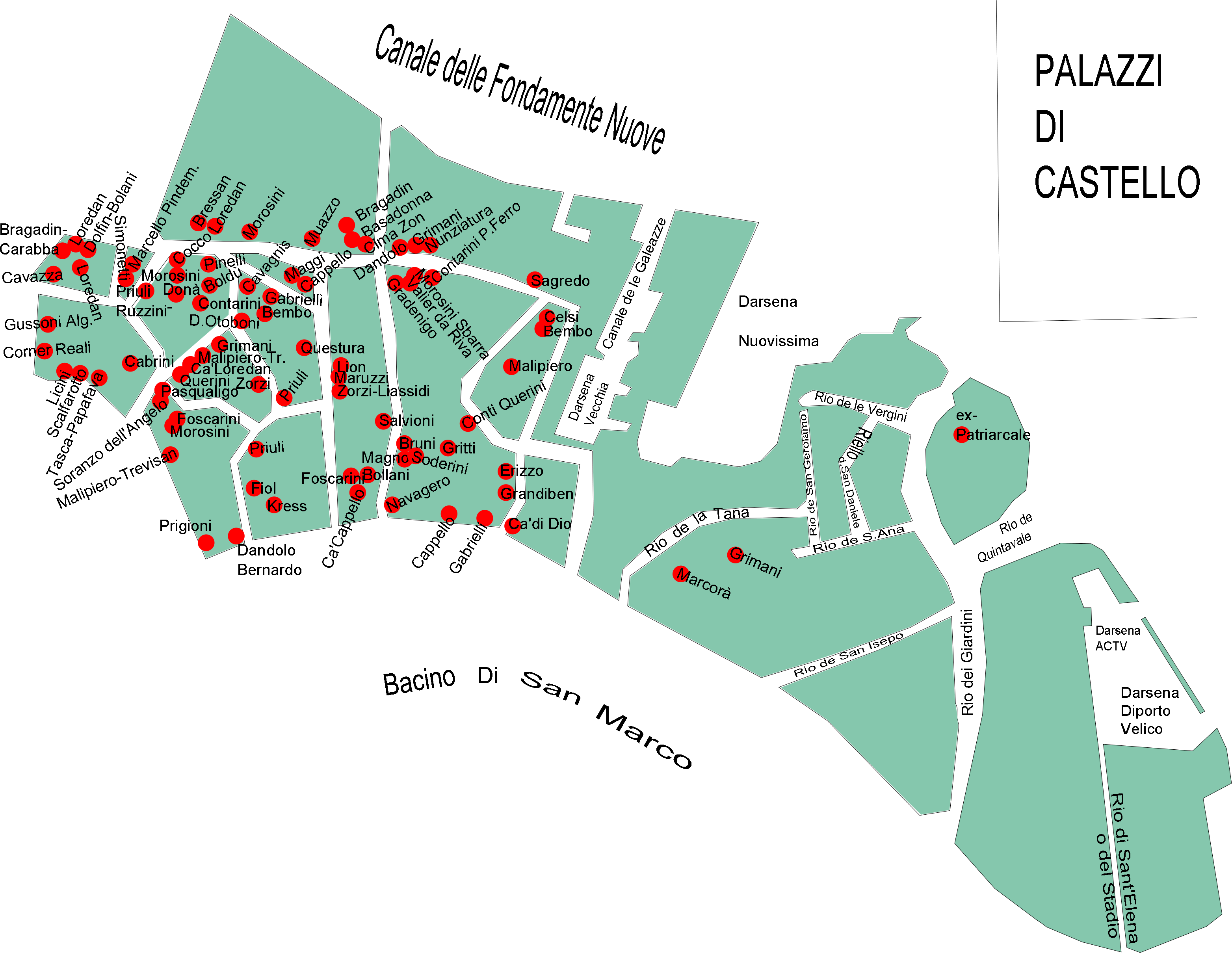
Palaus de Castello
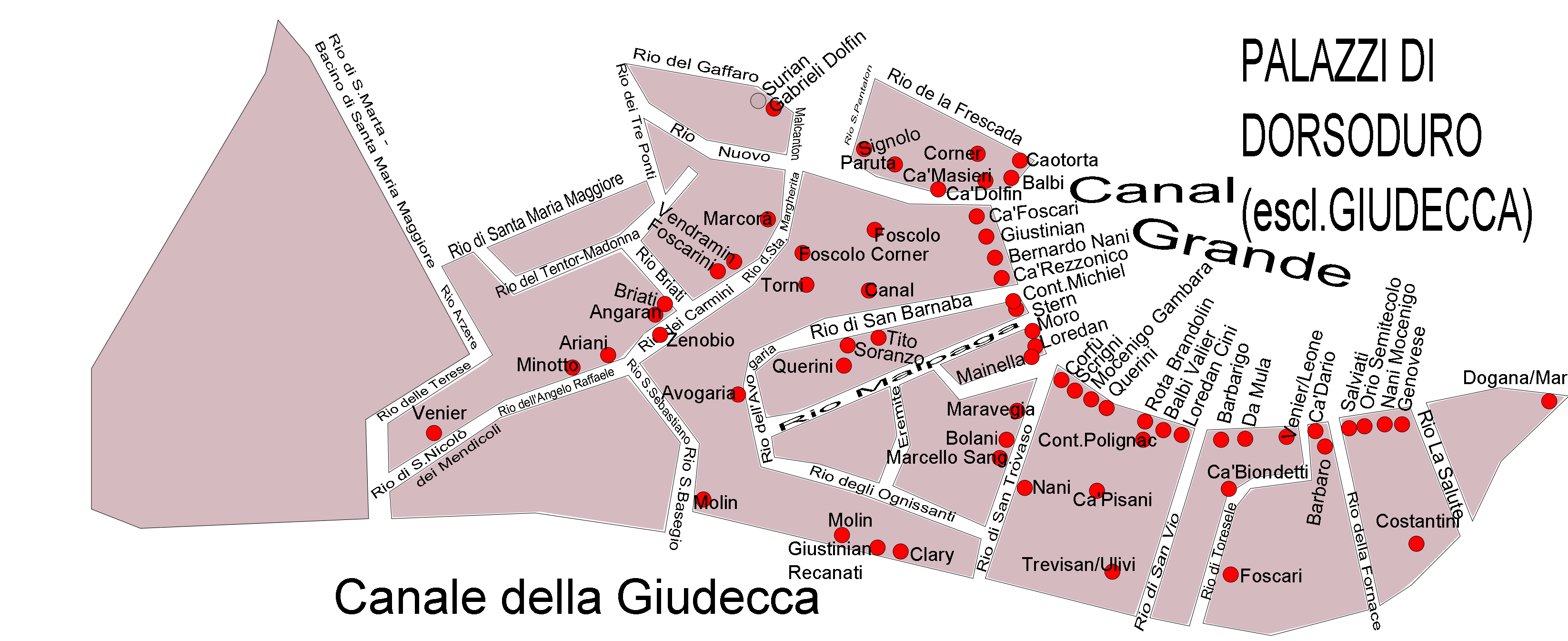
Palaus de Dorsoduro
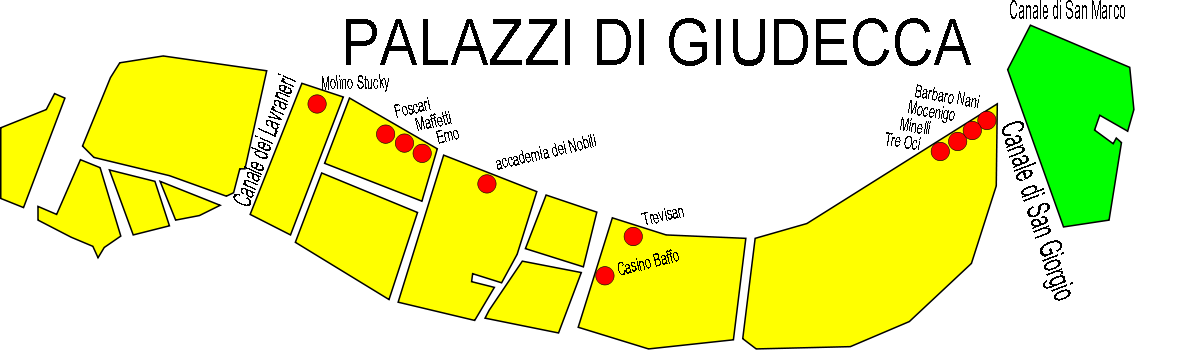
Palaus de la Giudecca
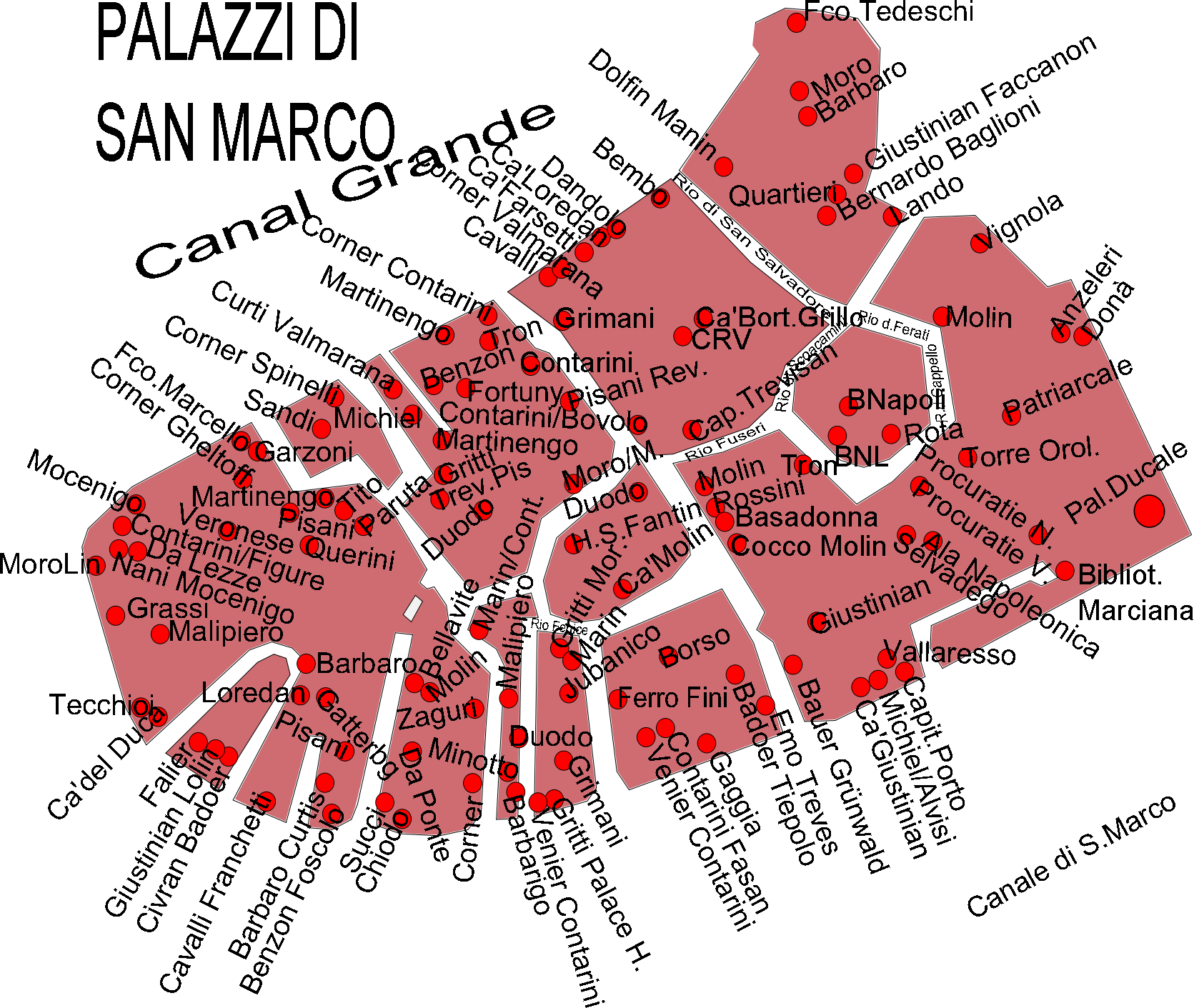
Palaus de San Marco
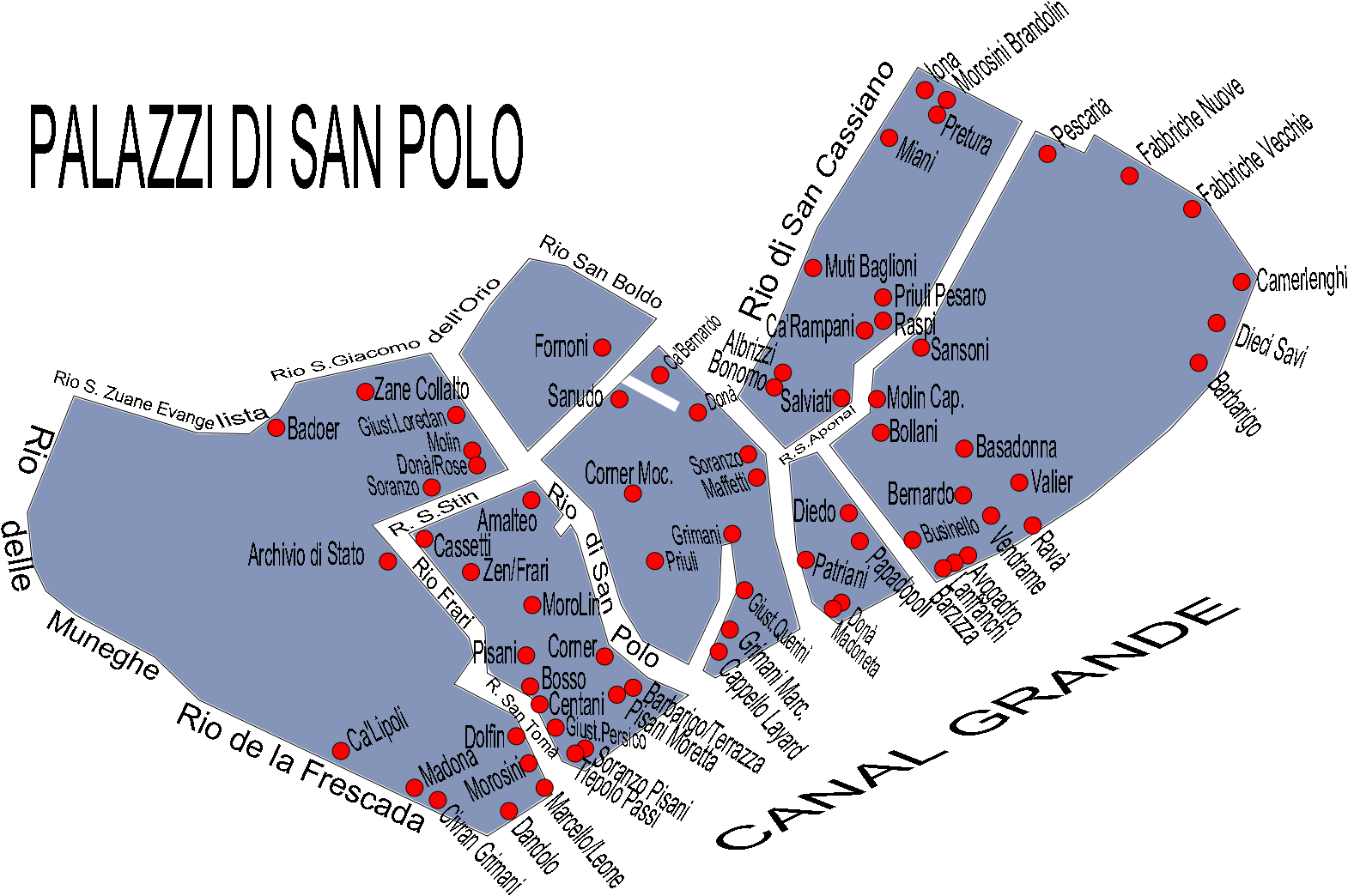
Palaus de San Polo
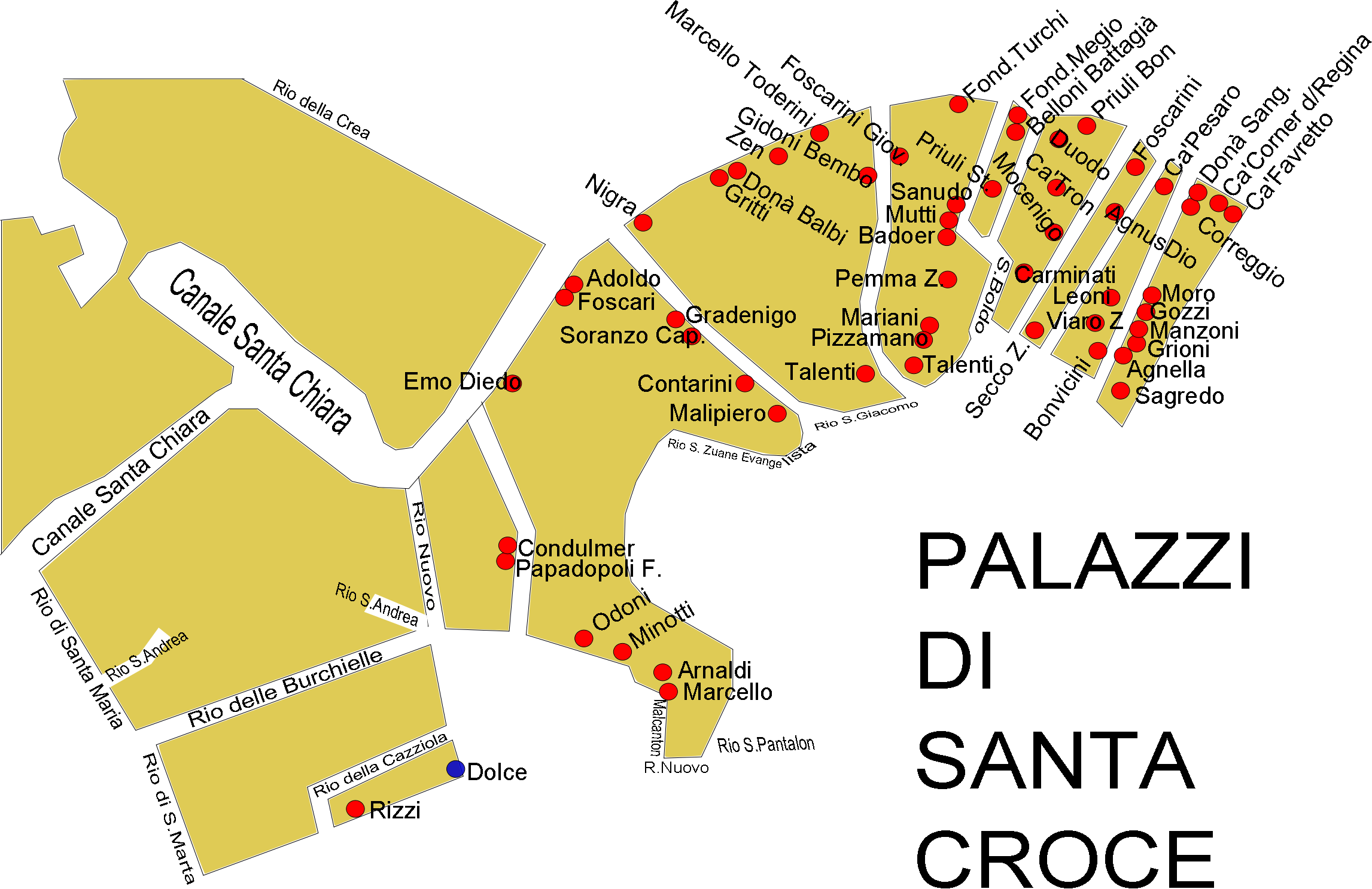
Palaus de Santa Croce